# Villariezo
Villariezo község Spanyolországban, Burgos tartományban. Villariezo Sarracín, Saldaña de Burgos, Burgos, Villagonzalo Pedernales és Arcos de la Llana községekkel határos. Lakosainak száma 719 fő (2024).

## Népesség
A település népessége az utóbbi években az alábbiak szerint változott:
| Lakosok száma | 277  | 370  | 418  | 512  | 553  | 575  | 617  | 644  | 690  | 719  |
|               | 2001 | 2004 | 2006 | 2009 | 2011 | 2014 | 2016 | 2019 | 2021 | 2024 |